# ۶۶ ارابه‌ران
۶۶ ارابه‌ران یک ستاره است که در صورت فلکی ارابه‌ران قرار دارد.